# Ebba Sparre

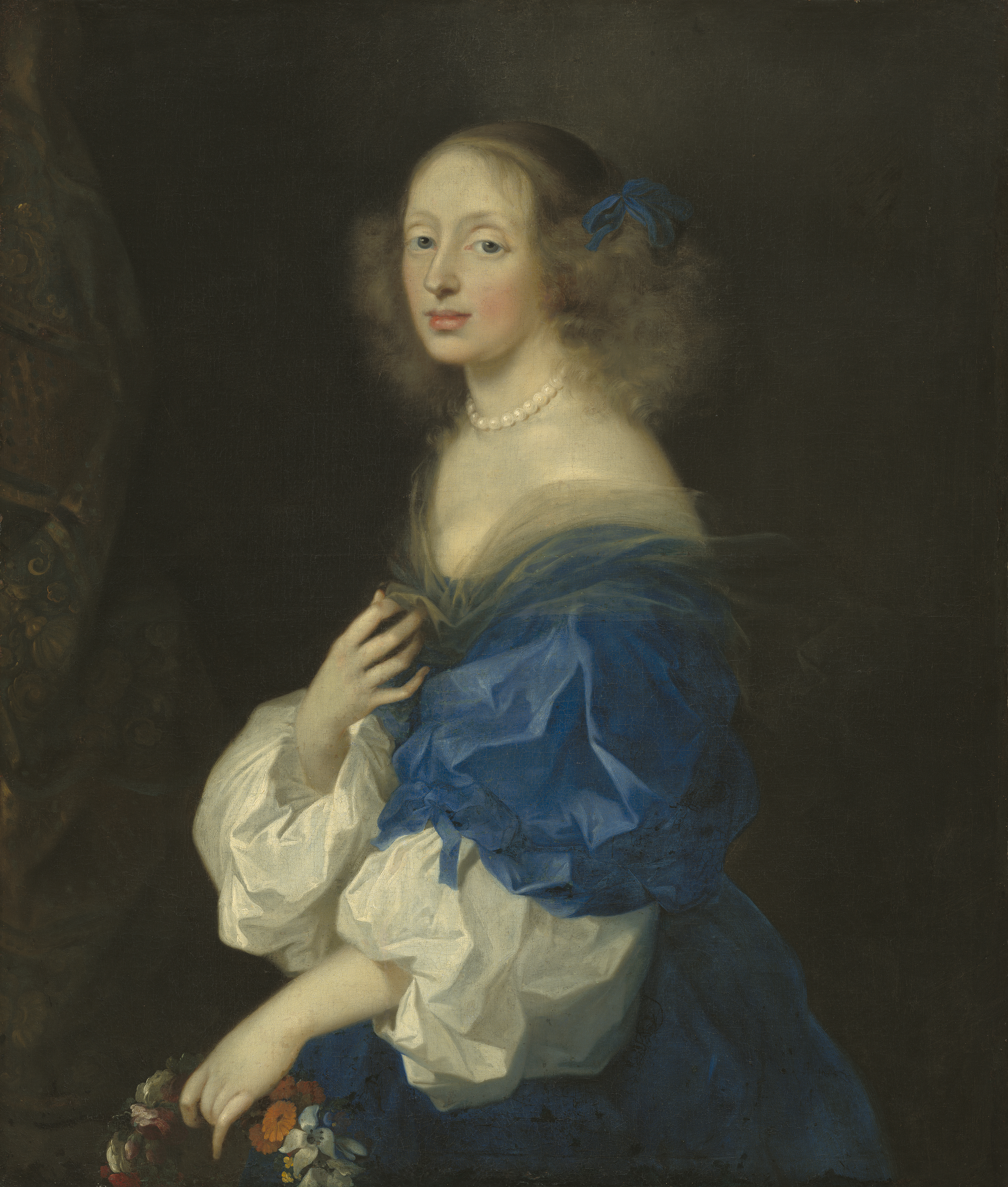
Ebba Sparre

Ebba Larsdotter Sparre (* 1626; † 19. März 1662) war eine schwedische Hofdame und bekannt als die beste Freundin von Königin Kristina.

## Leben und Wirken
Ebba war die Tochter des Marschalls und Staatsmanns Lars Eriksson Sparre (1590–1644) und der Märta Banér, außerdem Enkelin des Kanzlers Erik Larsson Sparre (1550–1600). Ihr Spitzname war la belle comtesse (französisch: die schöne Gräfin), da sie eine berühmte Schönheit am Königshof war. Sie spielte häufig die Rolle der Venus im Amateur-Ballett, das vom Adel am Hofe aufgeführt wurde. Ihre innige Beziehung zu Königin Kristina gab Anlass zu Spekulationen, dass sie ein Liebespaar waren. Allerdings wurden diese Vermutungen niemals bestätigt.
Kristina verbrachte die meiste Zeit mit Ebba. Außerdem führte sie Ebba zu dem englischen Botschafter Withelocke als ihrem „Bett-Kollegen“ und versicherte ihm, dass ihr Intellekt genauso auffällig wie ihr Körper sei. Als Königin Kristina Schweden verließ, schrieb sie leidenschaftliche Liebesbriefe an Sparre, in denen sie sagte, dass sie Ebba immer lieben werde. Allerdings waren solche emotionalen Briefe relativ häufig zu dieser Zeit, und Kristina hätte auch im gleichen Stil an eine Frau, die sie nie getroffen hätte, aber deren Schriften sie bewunderte, so geschrieben.
Ebba war verlobt mit Bengt Gabrielsson Oxenstierna, löste die Verlobung aber, um auf Initiative der Königin den Grafen Jakob Kasimir De la Gardie zu heiraten, den Bruder von Magnus Gabriel De la Gardie, den Favoriten der Königin. Die beiden heirateten 1652. Allerdings war die Ehe unglücklich und Ebba blieb Kristinas einziger weiblicher Liebling. Nachdem Kristina Schweden verließ, blieben die beiden in Kontakt.
Im Jahre 1661 lud Kristina Ebba ein, sie in Hamburg zu besuchen, und sie wünschte sich, auch Ebba zu sehen, während sie einen Besuch in Schweden machte, doch dies wurde von Ebbas Familie verhindert.